# Altūn-e Soflá
Altūn-e Soflá (persiska: آلتون سفلی) är en ort i Iran.   Den ligger i provinsen Kurdistan, i den nordvästra delen av landet, 500 km väster om huvudstaden Teheran. Altūn-e Soflá ligger 1 515 meter över havet och antalet invånare är 322.
Terrängen runt Altūn-e Soflá är huvudsakligen kuperad, men åt nordväst är den platt. Altūn-e Soflá ligger nere i en dal. Runt Altūn-e Soflá är det ganska glesbefolkat, med 50 invånare per kvadratkilometer. Närmaste större samhälle är Saqqez, 3,9 km söder om Altūn-e Soflá. Trakten runt Altūn-e Soflá består i huvudsak av gräsmarker.